# Aligern (abbé)
Aligern ou Aligerne (Aligerno en italien, Aligernus en latin ; né vers 915 à Naples — mort en 985 à Cassino) est un moine bénédictin italien du Xe siècle considéré comme étant le « troisième fondateur de l'abbaye du Mont-Cassin » (le premier fondateur étant saint Benoît et le deuxième Petronax), abbaye qu'il dirigea de 948 à 985.

## Biographie
Né à Naples dans les années 910, Aligern est d'abord moine à Saint-Paul de Rome, dans un établissement favorisé par le Princeps Romanorum Albéric et réformé par Odon de Cluny. Le 25 octobre 948, il devient abbé du Mont-Cassin, dans une période où la communauté monastique se trouve encore à Capoue. En effet, la destruction en 883 de l'abbaye du Mont-Cassin —pillée et incendiée par les Sarrasins— avait provoqué la fuite des moines qui s'étaient réfugiés à Capoue. Sur la volonté du pape Agapet II et avec l’appui des princes lombards de Capoue et de Bénévent, Aligern organise en 949 le rapatriement des moines dans leur siège d’origine, et poursuit la restauration du monastère, entamée au début du Xe siècle par les abbés Léon (899-914) et Jean (914-934).
Les incessantes guerres féodales et les raids des pirates sarrasins et des cavaliers magyars avaient provoqué la désertification de certaines zones du centre-sud de l'Italie dont celle du Mont-Cassin. Pour y remédier, Aligern met en œuvre dans la Terre de Saint Benoît (it) une politique de repeuplement et établit un dispositif militaire de protection (incastellamento) en construisant notamment près de l'abbaye une place forte, la Rocca Janula (it), et une zone d’habitats fortifiés (castrum), Sant'Angelo in Theodice (it). Ses politiques territoriale et économique visant à redynamiser la région de Cassino ont été minutieusement décrites par Léo d'Ostie dans sa chronique du monastère du Mont-Cassin qu’il compila au XIe siècle.
Aligern recouvre également la plupart des biens du monastère qui avaient été usurpés lors des périodes de troubles par les seigneurs de la région, ce qui lui attira beaucoup de persécutions, notamment de la part du gastald d'Aquino, Aténolf. Ce dernier, irrité par l'abbé qui s'était plaint de ses usurpations au prince Landolf IV de Capoue, le fait enlever et l'expose à ses chiens de chasse couvert d'une peau d'ours pour servir de spectacle aux habitants d'Aquino. Voulant venger l'affront fait à Aligern, le prince de Capoue ordonne à Aténolf de venir à lui pour s'expliquer : Aténolf refuse et se révolte, ce qui obligea Landolf à se présenter devant Aquino avec des troupes. Aténolf se rendit alors à Landolf et restitua à Aligern tous les biens qu'il avait pris à son abbaye et qu'il refusait de rendre.
En 960, l'abbé comparaît à Capoue devant un juge à la suite d'un conflit l'opposant à un certain Rodelgrim, natif d'Aquino, qui revendique certaines terres appartenant au Mont-Cassin. Dans ce procès apparaît le premier document officiel en langue italienne, une emphytéose accordée par Aligern rédigée en latin barbare du Xe siècle : « Sao ko kelle terre, per kelle fini que ki contene, trenta anni le possette parte sancti Benedicti. » (« Je sais que ces terres, dont les limites sont ici exprimées, ont été possédées trente ans par les religieux de saint Benoît »).
Vers 980, Aligern accueille à la demande du prince lombard Pandolf Tête de Fer le moine gréco-italien Nil de Rossano qui avait du fuir la Calabre exposée au danger sarrasin. Nil s'installa avec ses soixante compagnons dans le monastère de Saint-Michel de Val-de-Luce, situé sur les terres de l'abbaye du Mont-Cassin.
Il meurt après trente-sept ans de gouvernance abbatiale le 23 novembre 985.

## Sources
- Léo d'Ostie, Chronique du Mont-Cassin (Chronicon Monasterii Casinensis)